# Oxybutynin
Oxybutynin, được bán dưới tên thương hiệu Ditropan và các thương hiệu khác, là một loại thuốc dùng để điều trị bàng quang hoạt động quá mức. Nó hoạt động tương tự như tolterodine. Mặc dù cũng được sử dụng để chữa đái dầm ban đêm ở trẻ em, bằng chứng để hỗ trợ việc sử dụng chữa bệnh này là kém. Nó được dùng bằng uống qua miệng hoặc được bôi vào da.
Các tác dụng phụ thường gặp bao gồm khô miệng, chóng mặt, táo bón, khó ngủ và nhiễm trùng đường tiết niệu. Tác dụng phụ nghiêm trọng có thể bao gồm bí tiểu và tăng nguy cơ say nắng. Sử dụng trong thai kỳ có vẻ an toàn nhưng chưa được nghiên cứu kỹ trong khi sử dụng trong cho con bú là an toàn không rõ ràng. Nó là một thuốc chống động kinh và hoạt động bằng cách ngăn chặn tác dụng của acetylcholine trên cơ trơn.
Oxybutynin được chấp thuận cho sử dụng y tế tại Hoa Kỳ vào năm 1975. Nó có sẵn như là một loại thuốc gốc.  Một tháng cung cấp tại Vương quốc Anh chi phí NHS ít hơn 3 £ mỗi tháng kể từ năm 2019.  Tại Hoa Kỳ, chi phí bán buôn của số thuốc này là khoảng US$ 14. Năm 2016, đây là loại thuốc được kê đơn nhiều thứ 108 tại Hoa Kỳ với hơn 6 triệu đơn thuốc.

## Sử dụng y tế
Các phiên bản phát hành ngay lập tức và chậm hoạt động như nhau.
Ở những người có bàng quang hoạt động quá mức, oxybutynin xuyên da đã làm giảm số lượng các đợt không tự chủ và tăng thể tích rỗng trung bình. Không có sự khác biệt giữa oxybutynin xuyên da và tolterodine giải phóng kéo dài.
Bằng chứng dự kiến hỗ trợ việc sử dụng oxybutynin trong chứng đổ mồ hôi quá nhiều.